# الحلوانية
الحلوانية قرية سوريّة تتبع إداريّاً لمحافظة حلب منطقة جرابلس ناحية مركز جرابلس، بلغ تعداد سكانها 763 نسمة حسب التعداد السكاني لعام 2004.